# Engelbert III. (Spanheim)
Engelbert III. (* vor 1124; † 6. Oktober 1173), aus dem Hause der Spanheimer, wurde als Zweitältester von sechs Kindern geboren. Seine Eltern waren der spätere Kärntner Herzog, Markgraf Engelbert II. von Istrien, und die Gräfin Uta von Passau aus dem Hause der Diepoldinger-Rapotonen.

## Leben und Wirken

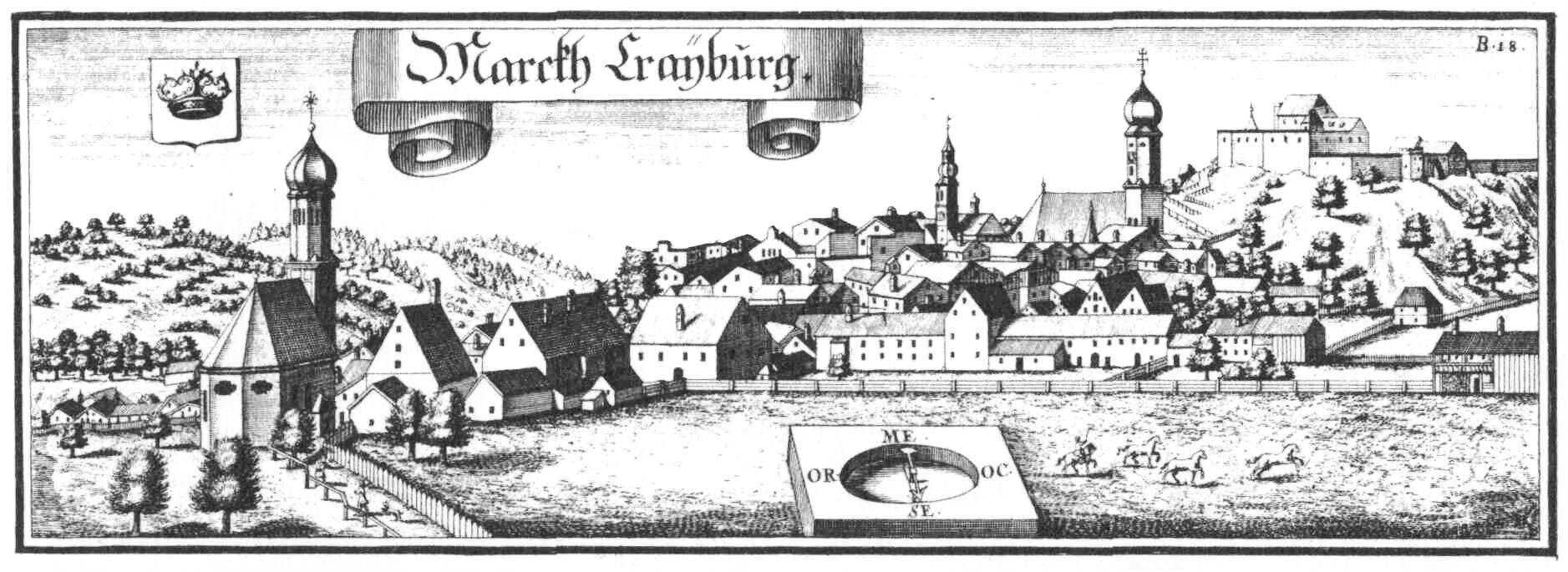
Kraiburg am Inn (1721)

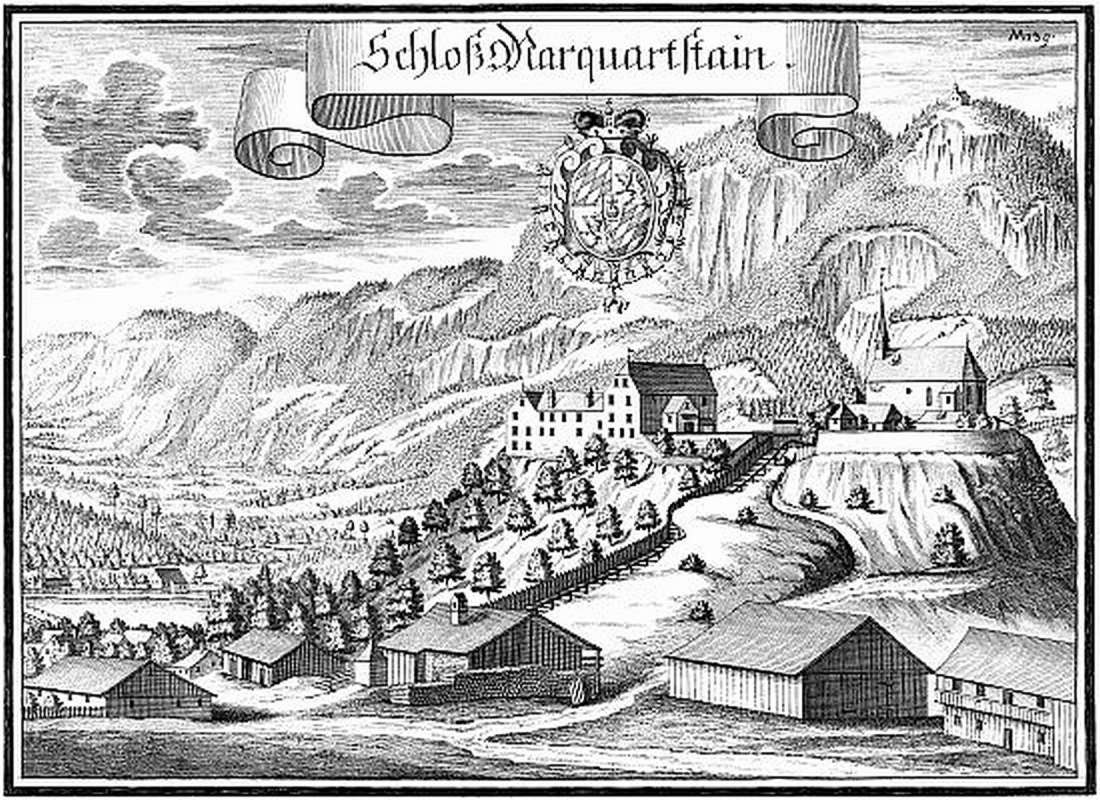
Burg Marquartstein 1700

Im Jahre 1124 wurde Engelberts Vater Herzog von Kärnten. Dieser übergab ihm daraufhin die Markgrafschaft Istrien und die bayrische Grafschaft Kraiburg. Den Titel des Markgrafen von Istrien führte er aber nur gelegentlich. Hauptsächlich führte er den Titel Markgraf von Kraiburg bzw. Markgraf von Marquartstein, welches Besitzungen aus dem Hause seiner Mutter im südöstlichen Oberbayern waren, auf denen er sich hauptsächlich aufhielt.
1135 nahm Engelbert am Konzil in Pisa als Gesandter Kaiser Lothars III. teil, mit der Bitte des Kaisers, dem Papst beiseite zu stehen. Dort wurde er von Papst Innozenz II. mit der Markgrafschaft Tuscien belehnt. Engelbert blieb dies allerdings nur kurz: bis etwa Mitte 1136.
Im Jahr 1140 machte er vor einer geplanten Pilgerreise nach Jerusalem im Chiemgau einige Schenkungen an kirchliche Einrichtungen.
Engelbert III. wollte im Jahre 1147 dem Ruf Papst Eugens III. zum zweiten Kreuzzug ins „gelobte Land“ folgen. Jedoch hat es denn Anschein, dass er nie seine Reise nach Jerusalem antrat. Urkundlich bleibt er weiterhin in Bayern nachweisbar.
Im Jahre 1156 nahm Engelbert am Reichstag zu Regensburg teil. Dort trat er, zusammen mit seinen Brüdern, Herzog Heinrich V. von Kärnten sowie Bischof Hadwig von Regensburg, als Zeuge in der Urkunde Kaiser Friedrichs I. auf, in der die bisherige Markgrafschaft Österreich zu einem selbstständigen Herzogtum erhoben wurde.
Markgraf Engelbert III. war seit 1140 mit Mathilde, Tochter des Grafen Berengar I. von Sulzbach, verheiratet. Sie verstarb im Jahre 1165. Aus dieser Ehe entstammen keine Kinder. Da Engelbert kein weiteres Mal heiratete, verstarb er 1173 kinderlos. Engelberts Besitzungen wurden zum Großteil im Hause der Spanheimer aufgeteilt. So erlangten sein Bruder Rapoto I., Graf von Ortenburg, und später dessen Sohn Pfalzgraf Rapoto II. große Gebiete in Oberbayern um die Grafschaft Kraiburg, Hauptsitze dieser Besitzungen waren Kraiburg und Marquartstein. Die Markgrafschaft Istrien ging seinem Geschlecht jedoch verloren, sie wurde vom Kaiser an Berthold III. aus dem Hause der Grafen von Andechs verliehen.
In Kraiburg am Inn ist heute die Graf-Engelbert-Straße nach ihm und seinem Vater Engelbert II. benannt.